# Paolo Lanfranchi
Paolo Lanfranchi (Gazzaniga, 25 juli 1968) is een voormalig Italiaans wielrenner.

## Belangrijkste overwinningen
1988
GP Capodarco
1999
Eindklassement Ronde van Langkawi
2000
19e etappe Ronde van Italië
2001
Proloog Ronde van Langkawi
8e etappe Ronde van Langkawi
9e etappe Ronde van Langkawi
Eindklassement Ronde van Langkawi

## Resultaten in voornaamste wedstrijden
| Jaar | Ronde van Italië | Ronde van Frankrijk | Ronde van Spanje |
| ---- | ---------------- | ------------------- | ---------------- |
| 1994 |                  | opgave              | 13e              |
| 1995 | 15e              | 14e                 |                  |
| 1996 | 15e              | 59e                 |                  |
| 1997 | opgave           |                     | 17e              |
| 1998 | 18e              |                     | opgave           |
| 1999 |                  | 18e                 |                  |
| 2000 | 12e (1)          |                     | 38e              |
| 2001 | 41e              |                     |                  |
| 2002 | 41e              |                     |                  |
| 2003 | 20e              |                     |                  |
| 2004 | 61e              |                     |                  |

| Jaar | Milaan-San Remo | Luik-Bast.‑Luik | Ronde van Lombardije |  | WK op de weg |
| ---- | --------------- | --------------- | -------------------- |  | ------------ |
| 1994 |                 |                 |                      |  |              |
| 1995 |                 |                 | 12e                  |  | 17e          |
| 1996 |                 |                 |                      |  |              |
| 1997 |                 | 48e             | ↑                    |  |              |
| 1998 |                 | 13e             |                      |  |              |
| 1999 |                 |                 |                      |  |              |
| 2000 |                 |                 |                      |  |              |
| 2001 | 84e             |                 | 36e                  |  | 12e          |
| 2002 | 12e             |                 |                      |  |              |
| 2003 | 48e             |                 |                      |  |              |